# Bratsi
Bratsi es el distrito primero del cantón de Talamanca en la provincia de Limón en Costa Rica.

## Historia
El 26 de julio de 1886 se estableció la primera escuela en la región, en la administración de Bernardo Soto Alfaro, siendo su primer maestro Guillermo Gabb Lyon, hijo de William Gabb, geólogo norteamericano, que realizó estudios sobre diferentes aspectos físicos de la zona. El 23 de abril de 1907 se creó una escuela mixta, dirigida por Zacarías Arrieta y su esposa Zoila, la cual duró un año y dos meses; luego fue reabierta en 1911 por misioneros; la escuela actual se denomina Bernardo Brug Ingerman. En 1974, en el segundo gobierno de José Figueres Ferrer, en un galerón abandonado del Consejo Nacional de Producción, en Hone Creek, inició sus actividades docentes el Colegio Técnico Profesional Agropecuario de Talamanca; en 1980 se inauguraron sus instalaciones en Bribri.
En la ley N° 20 del 18 de octubre de 1915, sobre división territorial para efectos administrativos, el barrio Talamanca constituyó parte del distrito tercero del cantón primero de Limón. En el decreto ejecutivo Nº 26 del 28 de junio de 1967, ese distrito apareció con el nombre de Talamanca. Por ley Nº 4339 del 20 de mayo de 1969 se dispuso que la cabecera del nuevo cantón, creado en esa oportunidad, fuese el lugar denominado Bambú, el cual a partir de ese momento se llamó Bratsi. En la ley Nº 4574 del 4 de mayo de 1970, se promulgó el Código Municipal, que en su artículo tercero, le confirió al centro poblado del distrito primero, y el título de ciudad por ser cabecera del cantón. Posteriormente, en la ley Nº 4626 del 3 de agosto del mismo año, se acordó que la cabecera de Talamanca sería la población denominada Bribri, antes conocida como Fields.
La primera empresa que llegó a Talamanca a efectuar exploraciones y perforaciones de pozos petroleros fue la empresa norteamericana Sinclair Oil Corporation, en 1921, que construyó un campamento cerca del río Juárez, en el poblado Cahuita, hoy distrito.
El 14 de agosto de 1970 se llevó a cabo la primera sesión del Concejo de Talamanca, integrado por los regidores propietarios, William Tabash Lazarus, presidente; Ruel Brown Bartly; y Carlos Alberto Lam León. El ejecutivo municipal fue William Radtman Montoya.

## Geografía
Posee un área de 180,44 km². 
Su cabecera es la ciudad de Bribri, ubicada a una altitud de 32 m s. n. m. y a una distancia de 61 km al sur de la ciudad de Limón. El poblado ocupa una llanura aluvial a orillas del río Sixaola, en el límite nacional con Panamá. 

## Localidades
El distrito incluye los barrios de Fields, Sand Box y los poblados de Altamira, Akberie (Piedra Grande), Bambú, Chase, Cuabre, Gavilán Canta, Mleyuk 1, Mleyuk 2, Monte Sion, Olivia, Hu-Berie (Rancho Grande), Shiroles, Sibujú, Suretka y Uatsi.

## Transporte

### Carreteras
Al distrito lo atraviesan las siguientes rutas nacionales de carretera:
- Ruta nacional 36
- Ruta nacional 801